# Tranvía de Sóller

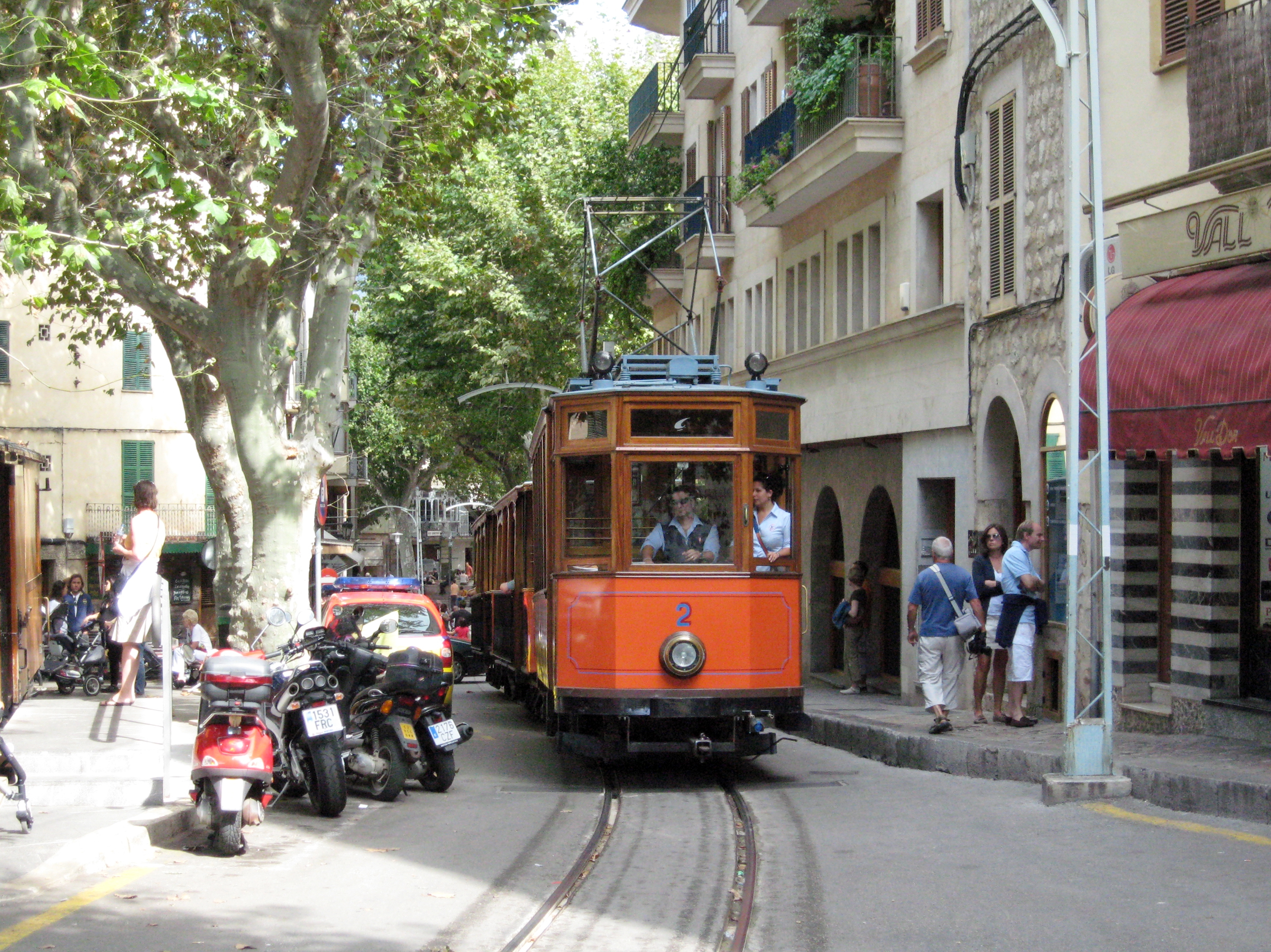
Uno de los tranvías circulando por Sóller

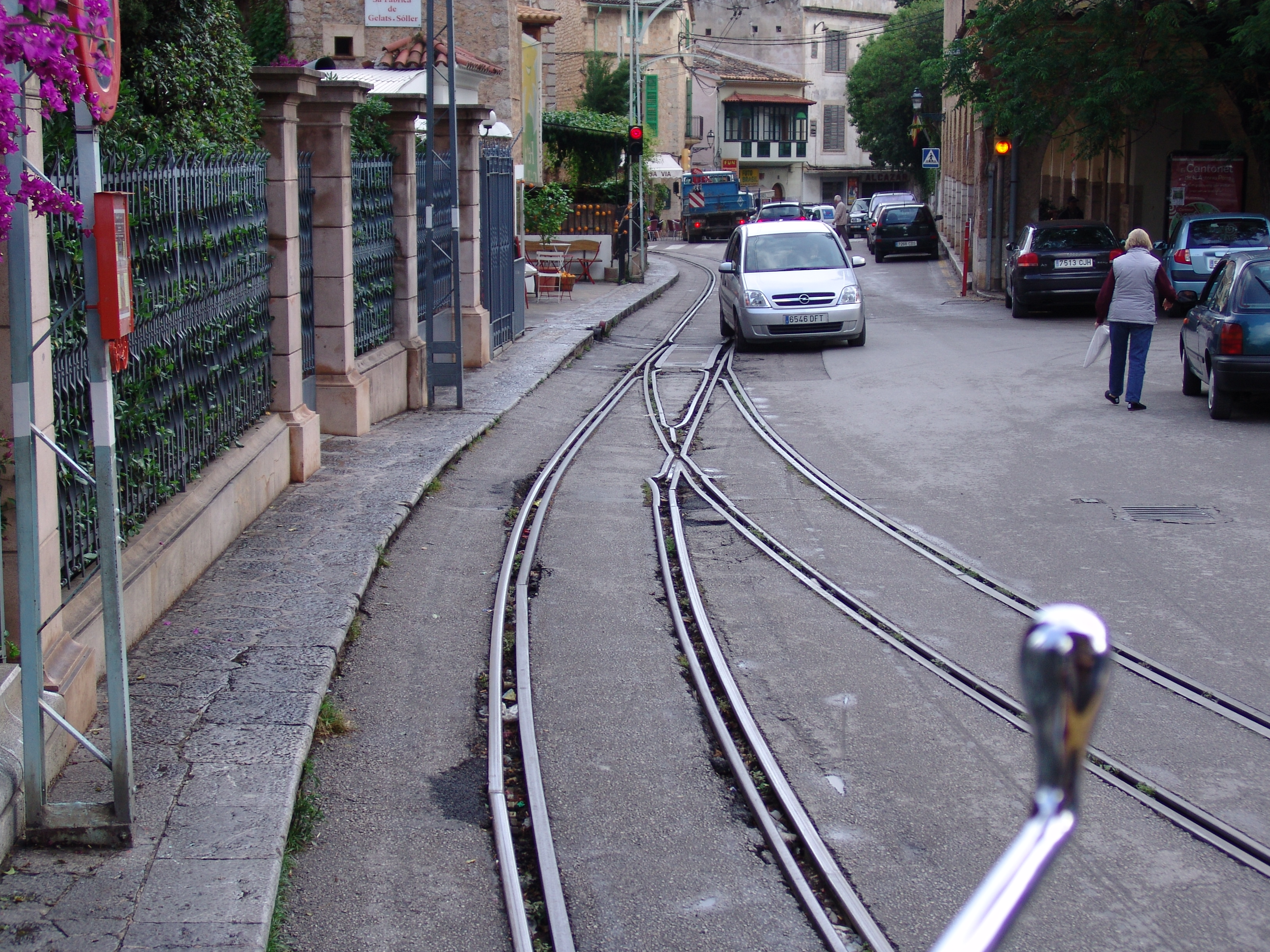
Vías por las que circula el tranvía

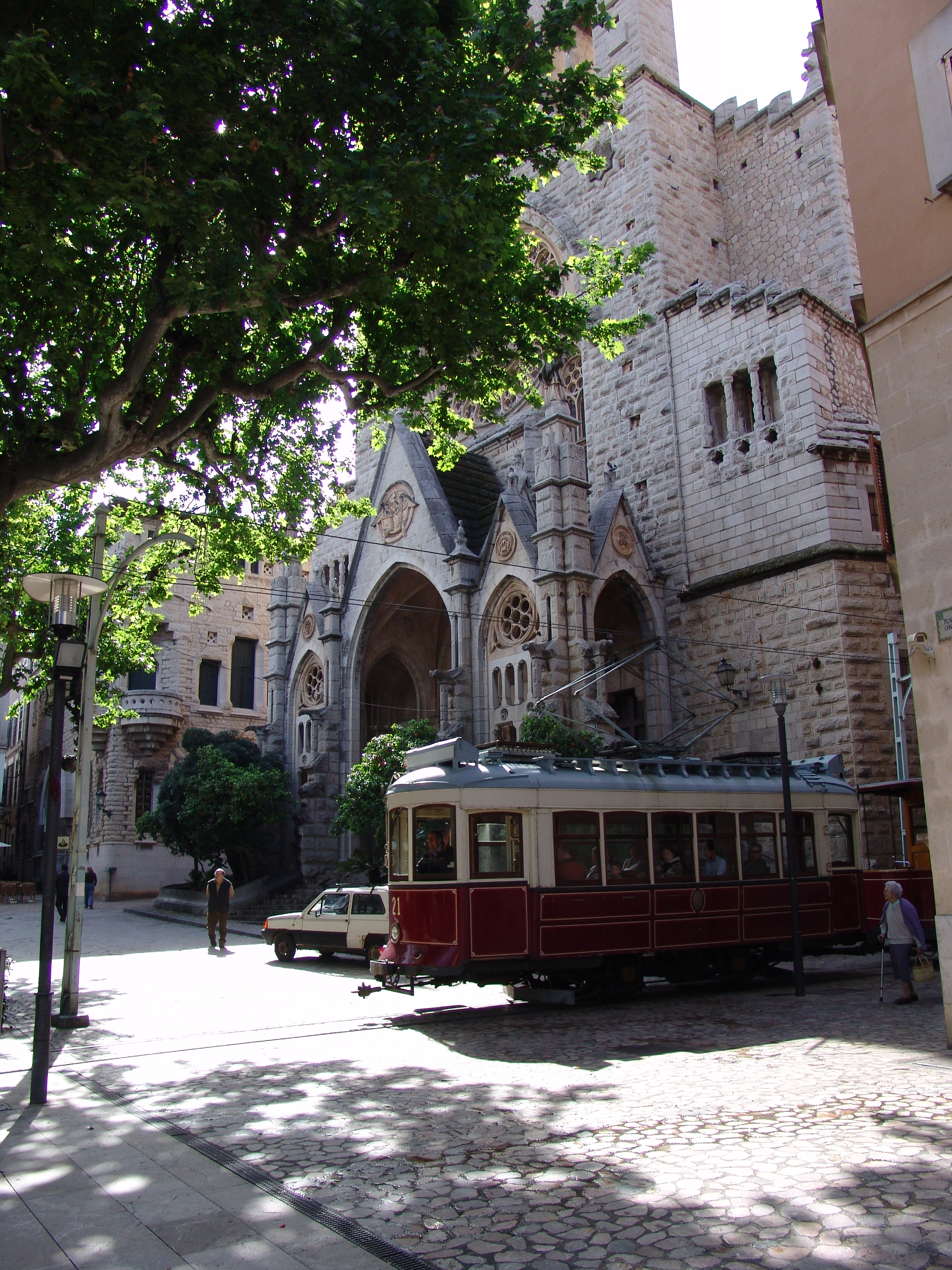
Uno de los tranvías Carris cerca de la Plaza de la Constitución

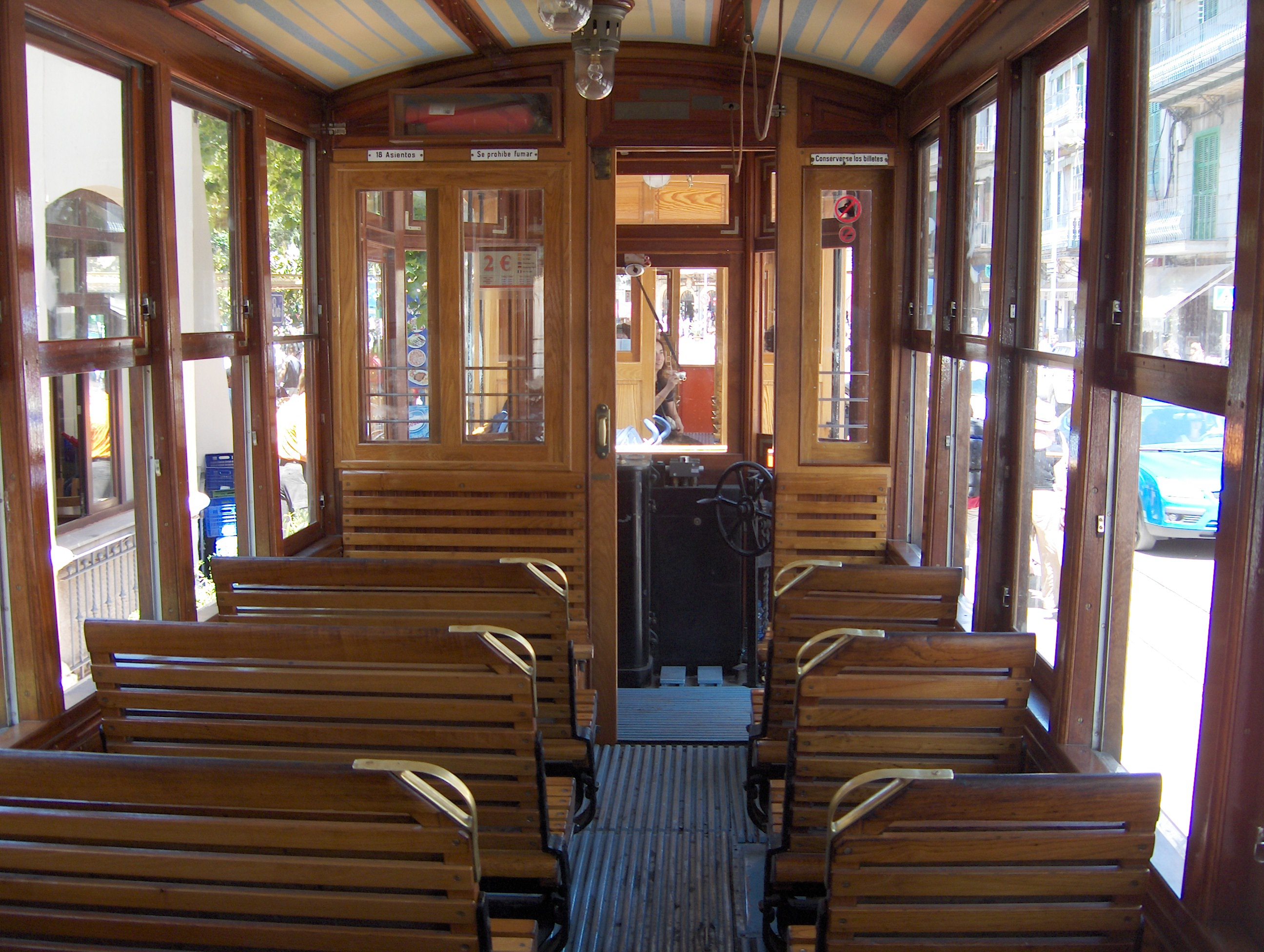
Interior de uno de los tranvías

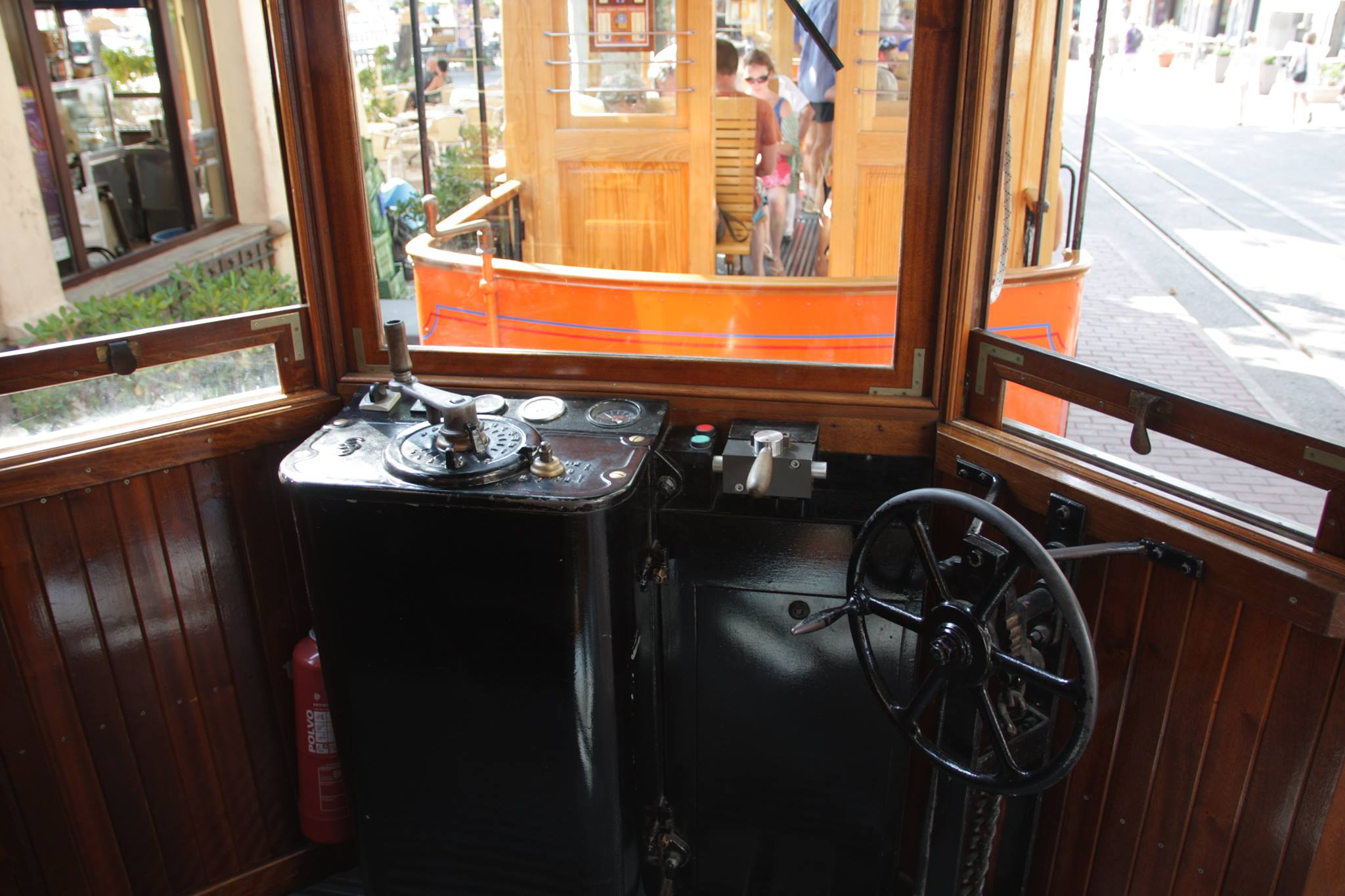
Cabina de Mandos del Tranvía que une Sóller pueblo con el puerto

El Tranvía de Sóller es una línea de tranvía ubicada en la localidad mallorquina de Sóller (Islas Baleares), en España. Fue inaugurado oficialmente el 4 de octubre de 1913 y une el pueblo de Sóller con su puerto marítimo. Circula por las calles del centro de Sóller y cruza los campos y huertos de cítricos, y pasados estos transcurre en paralelo a la Carretera del Puerto (Ma-11), sobre una vía de 914 mm de anchura, idéntica a la del ferrocarril de Sóller. Su trazado es obra del ingeniero Pedro Garau Cañellas, que también diseñó la línea que va de Palma de Mallorca a Sóller. Actualmente el tranvía es uno de los principales elementos representativos de la localidad de las Islas Baleares, y es frecuentado por los turistas en el verano.

## Historia
Poco después de que se comenzara a construir el tren de Sóller surgió la posibilidad de alargar su trazado hasta el puerto, pero no era posible, ya que las vías tendrían que atravesar el pueblo y no había espacio suficiente para estas. Además, en aquella época las subvenciones estatales para ferrocarriles tan solo se concedían a aquellas cuyo recorrido superase los 30 kilómetros. La línea Palma-Sóller abarcaba 27 km, por lo que le faltaban tres para poder optar a las subvenciones. Esto hizo que la compañía Ferrocarril de Sóller S.A. encargara al ingeniero Pedro Garau la construcción de un tranvía que uniese el centro del pueblo con el puerto de éste, para superar los 30 km de longitud que exigía la legislación del momento para poder acceder a ciertos beneficios estatales y solventar el problema de espacio.
La inauguración se llevó a cabo el sábado 4 de octubre de 1913 y el tranvía entró en servicio el 13 de octubre del mismo año. Se tendieron 4.868 metros con un ancho de vía idéntico al utilizado por el ferrocarril. Entre las infraestructuras construidas, destaca el puente de hierro erigido sobre el torrente Major, construido por la empresa Maquinista Terrestre y Marítima. En un principio contaba con su propia central eléctrica, situada en la estación de Sóller, alimentada por un motor de explosión de 65 caballos que accionaba una dinamo de la casa Siemens-Schuckert dando una corriente continua de 600 voltios. En 1929, a instancias de Jerónimo Estades, se electrificó el tren y el tranvía, siendo el primer tren eléctrico de Mallorca.
A pesar de que el tranvía estaba pensado para el transporte de pasajeros, también se usó para el tráfico de mercancías hacia el puerto, teniendo un pequeño vagón isotérmico utilizado para el pescado, remolques cargados de carbón hacia la antigua base de submarinos, incluso cargamentos de minas y torpedos, que eran trasladados por el ferrocarril desde el polvorín de Caubet hasta la estación de Sóller, y desde ésta el tranvía era el encargado de remolcar dicho cargamento militar hasta el puerto.
El fotógrafo y empresario Josep Truyol Otero (1868 - 1949) realizó una serie de películas bajo el título de Excursiones por Mallorca, entre las que se conservan, se encuentra el documental De Palma al puerto de Sóller. Fue esterenada en el año 1913 y en la segunda parte del filme se muestra la escena de la inauguración del tranvía de Sóller y su recorrido.
El 12 de mayo de 2009, en torno a las dos de la tarde, dos convoyes, uno procedente del puerto y otro procedente de Sóller, colisionaron frontalmente cerca del punto conocido como Cruce del Monumento, en las cercanías del puerto. Debido a la reducida velocidad a la que circulaban ambos tranvías únicamente hubo tres heridos leves.
Actualmente el tranvía de Sóller es uno de los principales elementos representativos de la localidad balear. Es usado principalmente por los turistas que visitan el pueblo, sobre todo durante el verano.
Aunque no fue el primer tranvía de pasajeros de Mallorca (lo fue el de la estación de Consell a la villa de Alaró, inaugurado en 1881, una década anterior a los primeros tranvías de Palma), sí fue el primer tranvía eléctrico insular (los tranvías de Palma se electrificaron en 1916 y sus coches eran prácticamente idénticos a los de Sóller); y cuando en 1976 se cerraron los antiguos tranvías de Zaragoza, fue el único tranvía que circuló diariamente en España hasta 1994, fecha en que se reinstauró el tranvía en Valencia.

## Estaciones
Debido a que el recorrido del tranvía no es muy largo, cinco kilómetros escasos, éste posee dos únicas estaciones. La primera está situada en el centro del pueblo de Sóller, en la cual se puede hacer trasbordo con el tren que viene desde Palma. La otra estación se encuentra en el puerto, enfrente de la playa y junto a la antigua base militar. En los años 1920 se creó un restaurante en la estación, conocido como Mar y sol. Como las funciones de estación (venta de billetes, espera del tranvía, acomodación en las jardineras, etc.) se realizaban junto a la vía, el edificio pasó a ser únicamente restaurante. A pesar del bajo número de estaciones, hay varias paradas durante el recorrido en los monumentos y principales puntos de interés del municipio.

### Paradas
El tranvía tan solo posee dos estaciones, pero cuenta con catorce paradas a lo largo de su recorrido. El nombre de éstas suele provenir de la cultura popular, tomando su denominación de edificios o puntos de interés cercanos, como bares, restaurantes, hoteles, o monumentos. Empieza desde Sóller y acaba en su puerto, con la parada La Payesa. A continuación se adjunta una lista con las paradas efectuadas:

## Recorrido
El recorrido del tranvía se inicia en la estación del pueblo de Sóller. Recorre unos 800 metros aproximadamente atravesando el núcleo urbano, pasa por delante del mercado de la villa y de la iglesia. Poco después de pasar la parada Mercat abandona el núcleo urbano y se adentra en los huertos de cítricos y los jardines de Sóller, dejando atrás el asfalto de las calles. Tras haber cruzado el torrente Major mediante un puente y haber pasado la parada Monument, el tranvía transcurre paralelo a la carretera Ma-11 hasta llegar a la bahía. Poco antes de llegar a este punto se encuentra la parada conocida como Control, que está situada justo en la mitad del recorrido, y el viaje hasta este punto vale la mitad que si se realiza completo. La vía del trazado desde Sa Torre (primera parada en línea de mar) hasta el final del trayecto discurre junto al mar. La última parada se halla junto a los muelles del puerto. El edificio que antaño fue la estación ha sido reconvertido en un restaurante.

## Estadísticas de uso
Por lo general, el número de pasajeros del tranvía desde 1914 ha sido mayor que la del ferrocarril Palma de Mallorca-Sóller. Probablemente este hecho se deba a que hasta los años 1960 era más habitual que los habitantes de Sóller tuvieran que desplazarse al puerto del municipio que a la capital de la isla. Un estudio sobre los niveles de uso del tranvía desde su entrada en servicio demuestra que en 1912 200 000 personas viajaron en él, entre 1960 y 1978 el volumen de pasajeros creció hasta rondar los 800 000 usuarios anuales y durante los años posteriores se produjo un descenso —debido en parte a la creación de líneas regulares de autobús y al aumento del parque automovilístico del municipio— que no se recuperó hasta el bienio 2002-2004. El uso mensual de los usuarios del ferrocarril y del tranvía guarda un cierto paralelismo, con una tendencia al alza entre los pasajeros del tranvía entre los meses de mayo a septiembre coincidiendo con la temporada alta turística.

## Tranvías
Los tranvías utilizados tienen distinto origen. Los numerados del 1 al 3 son los automotores y los 5 y 6 sus respectivos vagones, originales de 1913. Fueron construidos por la empresa zaragozana Carde y Escoriaza. En 1954 se adquirieron las jardineras de los tranvías eléctricos de Palma de Mallorca, ya que la ciudad había abandonado el tranvía como medio de transporte e introducido el autobús.
El tranvía número 4 fue comprado como chatarra a Bilbao y posteriormente se transformó y restauró para su uso por el tranvía sollerense. En años recientes, la compañía adquirió cinco automotores modelo Carris de los tranvías de Lisboa, que fueron numerados del 20 al 24. Fueron adaptados a un ancho de vía de 914 mm (yarda inglesa), poco común en la actualidad, y se les construyeron unas jardineras para el transporte estival de turistas hacia el puerto.